# GTVS13 Steinlechnergasse
Die Ganztagesvolksschule Steinlechnergasse befindet sich in der Steinlechnergasse 5–7 im 13. Wiener Gemeindebezirk Hietzing. Das Schulgebäude steht unter Denkmalschutz (Listeneintrag).

## Ganztagesvolksschule
Mit Stand 2023 sind in der Schule rund 40 Lehrer und 20 Freizeitpädagogen tätig. Auch eine Sprachheillehrerin und eine Beratungslehrerin unterstützen die Kinder. Von den 20 Klassen der Schule sind 17 im Haupthaus in der Steinlechnergasse und 3 Klassen in der Veitingergasse in der Otto-Glöckel-Schule untergebracht.

## Schwerpunkte
Verschiedene Schwerpunkte, wie zum Beispiel der verschränkte Unterricht, Digitale Frühförderung, Integrationsklasse, ein Schulchor sowie die von der Schule entworfenen „Traudi-Einheiten“, machen diese Schule einzigartig.

## Architektur
Die künstlerisch reich gestaltete neobarocke Schule wurde 1908 erbaut. Der Fassadendekor ist plastisch und zeigt abwechselnd Märchenreliefs in den Parapetfeldern und Portraitmedaillons in den Fensterbekrönungen. Der im Mittelrisaliten asymmetrisch angebrachte Eingang wird von Freiplastiken flankiert.